# Epitonium evanidstriatum
Epitonium evanidstriatum is een slakkensoort uit de familie van de Epitoniidae. De wetenschappelijke naam van de soort is voor het eerst geldig gepubliceerd in 2017 door Zelaya & Güller.